# Gustav von Stumpfeldt
Gustaf Karl Friedrich Wilhelm von Stumpfeldt (* 2. April 1838 in Trinwillershagen; † 10. März 1893 in Danzig) war ein deutscher Verwaltungsjurist.

## Leben
Gustav von Stumpfeldt studierte Rechtswissenschaften an der Universität Halle. 1860 wurde er Mitglied des Corps Marchia Halle. Nach Abschluss des Studiums trat er in den preußischen Staatsdienst ein. 1868 wurde er Landrat des Kreises Kulm. 1887 übernahm er zusätzlich für 2 Monate kommissarisch die Funktion des Landrats des neu gegründeten Kreises Briesen. 1888 schied er auf eigenen Antrag aus dem Staatsdienst aus. Seitdem lebte er in Danzig.